# Povl Brøndsted
Povl Møllerhøj Brøndsted (4. maj 1924 i Kissendrup, Flødstrup – 20. februar 2011 i Køge) var en dansk lærer og politiker, der var medlem af Folketinget for Venstre i Faaborgkredsen fra 1973-1977 og igen 1979-1990.
Brøndsted blev uddannet lærer fra Tønder Seminarium i 1948 og begyndte lærergerningen på Rødding Højskole samme år. Her var han til 1951, hvor han kom til Viborg Gymnastikhøjskole. Han fungerede derefter som konsulent i Andelsudvalget. Fra oprettelsen i 1963 og frem til 1978 var han leder af Landbrugets Oplysnings- og Konferencevirksomhed. 
Det politiske engagement begyndte i Herslev-Gevninge Sogneråd, hvor han fra 1966 til 1970 var sognerådsformand. Efter indlemmelsen i Lejre Kommune fortsatte han som kommunalbestyrelsesmedlem her. Han blev valgt til Folketinget i 1973, men røg ud ved valget i 1977. I 1979 blev han indvalgt igen, og det var i hans anden periode han markerede sig; først som næstformand for Venstres folketingsgruppe 1982-1988 og fra 1984 som medlem af Folketingets Præsidium og dermed næstformand for Folketinget. 
Fra 1969 var Povl Brøndsted medlem af Venstres hovedbestyrelse, og fra 1981-1985 formand for Liberalt Oplysnings Forbund. I perioden 1963-1968 var han desuden næstformand for Det Danske Teater. 
Povl Brøndsted var gift med Karen Brøndsted (f. 1924) og er far til Kirsten Brøndsted og journalist Troels Brøndsted.